# Tomb Raider: The Prophecy
Tomb Raider: The Prophecy is een action-adventurespel ontwikkeld door Ubi Soft Milan en uitgegeven door Ubi Soft Entertainment. Het spel kwam op 12 november 2002 uit voor de Game Boy Advance. Het is het derde 2D-spel in de Tomb Raider-serie.

## Het verhaal
Lara ontcijfert het middeleeuwse Boek van Ezekiel en komt te weten waar de magische Black Stone zich bevindt. Om de steen in haar bezit te krijgen reist ze naar Zweden, Cambodja, Italië en Roemenië.
Het spel bestaat uit 32 levels in 4 delen.